# Rhytiphora ursus
Rhytiphora ursus là một loài bọ cánh cứng trong họ Cerambycidae.